# Wilson Alegre
Wilson, właśc. Wilson Edgar Pereira Alegre (ur. 22 lipca 1984 w Huambo) – angolski piłkarz grający na pozycji bramkarza.

## Kariera klubowa
Karierę piłkarską Wilson rozpoczął w Portugalii, w klubie Boavista FC. Grał w niej w rezerwach w latach 2002–2004. Następnie odszedł do Imortal DC, w którym występował do 2007 roku. W sezonie 2007/2008 był zawodnikiem CD Portosantense, a w sezonie 2008/2009 – GD Chaves.
W 2009 roku Wilson wrócił do Angoli i został zawodnikiem Recreativo Caála wywodzącego się z rodzinnego miasta Huambo. W 2010 roku odszedł do Primeiro de Agosto, a w 2011 roku został zawodnikiem Petro Atlético. Następnie występował w Primeiro de Agosto, Interclube, Benfice Luanda oraz Académice Petróleos, a w 2016 roku przeszedł do Progresso da Lunda Sul.

## Kariera reprezentacyjna
W reprezentacji Angoli Wilson zadebiutował 3 stycznia 2010 roku w zremisowanym 1:1 towarzyskim spotkaniu z Gambią. W 2010 roku został powołany do kadry na Puchar Narodów Afryki 2010 jako trzeci bramkarz dla Carlosa i Lamy.